# Roger Rabbit sulle montagne russe
Roger Rabbit sulle montagne russe (Rollercoaster Rabbit) è un film del 1990 diretto da Rob Minkoff e Frank Marshall. È il secondo cortometraggio d'animazione (con finale in tecnica mista) con protagonisti Roger Rabbit e Baby Herman dopo Una grossa indigestione (1989). Venne prodotto alla Disney-MGM Studios di Bay Lake. Il produttore esecutivo Steven Spielberg voleva che il corto venisse abbinato ad Aracnofobia, il primo lungometraggio della Hollywood Pictures e una co-produzione tra Disney e Amblin Entertainment. Tuttavia, il CEO Michael Eisner decise di distribuire il corto il 15 giugno 1990 insieme a Dick Tracy della Touchstone Pictures, nella speranza che facesse da traino al film. Spielberg, che era proprietario del personaggio al 50%, decise quindi di cancellare Hare in My Soup, l'ultimo cortometraggio entrato in produzione. Dal 2013 viene distribuito col titolo Le montagne russe.

## Trama
Roger Rabbit, Baby Herman e sua madre sono al luna park. La mamma vuole farsi leggere la mano da un'indovina e chiede a Roger di badare a Baby fino a quando non tornerà. Il piccolo perde il suo palloncino e scoppia in lacrime quando Roger va a prendergliene un altro. Prima che ritorni, tuttavia, Baby vede un altro palloncino a un gioco di freccette e cerca di prenderlo. Quando Roger torna per dare a Baby il suo palloncino, scopre che se n'è andato e si avvia all'inseguimento. Il bambino si ritrova a seguire il pallone in un campo occupato da un toro al pascolo, arrivando a camminare direttamente sotto di esso. Nota un oggetto rotondo simile a un palloncino e lo afferra, ma si tratta dello scroto del toro. Roger prende in braccio Baby, ma vengono lanciati in aria dal bovino e atterrano in una carrozza delle montagne russe. Dopo essere salita lentamente per migliaia di metri, la carrozza scende a tutta velocità e nel mentre si distrugge, lasciando Roger a scivolare lungo i binari con i piedi. Quest'ultimo e Baby arrivano così in un tunnel buio e si schiantano su un cartello che segnala un senso errato, uscendo dal cartone animato. I due atterrano sulla cinepresa e distruggono la bobina di pellicola, così Roger fa infuriare il regista e scappa via per evitare di rifare la scena.

## Distribuzione

### Data di uscita
Le date di uscita internazionali sono state:
- 15 giugno 1990 negli Stati Uniti
- 6 luglio in Irlanda
- 12 luglio in Colombia
- 30 luglio in Spagna (Roger en la montaña rusa)
- 4 ottobre in Italia
- 5 ottobre nei Paesi Bassi
- 12 ottobre in Finlandia
- 25 dicembre 1992 in Brasile (Um Coelho na Montanha-Russa)
- 22 marzo 1996 nel Regno Unito
- 3 aprile 1997 in Australia
- 27 giugno in Canada
- 23 dicembre 2004 in Russia (Кролик на американских горках)
- 11 agosto 2016 in Giappone

### Edizione italiana
L'edizione italiana è a cura della Royfilm e il doppiaggio fu eseguito dalla C.D.C.; a differenza delle altre sue apparizioni, in questa occasione Jessica Rabbit non è doppiata da Paila Pavese ma da Anna Rita Pasanisi.

### Edizioni home video

#### VHS
America del Nord
- The Best of Roger Rabbit (20 febbraio 1996)

Italia
- Ecco Roger Rabbit! (ottobre 1996)

#### Laserdisc
- The Best of Roger Rabbit (28 febbraio 1996)

#### DVD e Blu-ray Disc
Il corto fu inserito come extra nell'edizione DVD-Video di Chi ha incastrato Roger Rabbit, uscita in America del Nord il 25 marzo 2003 e in Italia il 6 novembre; nell'edizione italiana non sono presenti i sottotitoli in alcuna lingua. Fu poi incluso, rimasterizzato in alta definizione, nell'edizione Blu-ray Disc del film uscita in America del Nord il 12 marzo 2013 e in Italia il 13 settembre. Nell'edizione italiana del BD sono presenti i sottotitoli in italiano ma non l'audio nella stessa lingua.